# Georg Bühler
Johann Georg Bühler (ur. 19 lipca 1837 w Borstel, zm. 8 kwietnia 1898 w Lindau) – niemiecki indolog, specjalista od języków i badacz prawa starożytnych Indii.
Urodził się w dolnosaksońskim Borstel. Uczęszczał do szkoły średniej w Hanowerze, gdzie opanował grekę i łacinę, a następnie jako student teologii i filozofii na Uniwersytet w Getyndze, gdzie studiował też filologię klasyczną, sanskryt, język awestyjski, perski, ormiański i arabski. W 1858 uzyskał doktorat z języków orientalnych i archeologii; jego rozprawa dotyczyła sufiksu -tês w gramatyce greckiej. W tym samym roku wyjechał do Paryża, studiować sanskryckie rękopisy, a w 1859 do Londynu, gdzie pozostał do października 1862 r. Czas ten wykorzystał głównie na badanie rękopisów wedyjskich w India Office w Bodleian Library w Oksfordzie. W Anglii Bühler był z początku prywatnym nauczycielem, a następnie, od maja 1861 r., pomocnikiem bibliotekarza w bibliotece królowej w Windsorze.
Jesienią 1862 Bühlera mianowano asystentem w bibliotece uniwersyteckiej w Getyndze, dokąd przeniósł się w październiku. Wkrótce otrzymał jednak zaproszenie, za pośrednictwem profesora Maksa Müllera, do Sanskrit College w Benares w Indiach. Zanim na nie odpowiedział, otrzymał – znowu za pośrednictwem profesora Maksa Müllera – propozycję objęcia katedry języków orientalnych w Elphinstone College w Bombaju, które szybko zaakceptował i 10 lutego 1863 przybył do Bombaju.
Studentem tej uczelni był wtedy późniejszy znany prawoznawca i sanskrytolog Kashinath Trimbak Telang. W 1864 Bühler został pełnoprawnym członkiem grona profesorskiego Uniwersytetu w Bombaju oraz członkiem bombajskiego oddziału Royal Asiatic Society. Pozostał w Indiach do 1880 r. W 1878 został odznaczony Orderem Imperium Indyjskiego. W tym czasie zgromadził duży zbiór tekstów dla rządu indyjskiego i dla bibliotek w Berlinie, Cambridge i Oksfordzie.
W 1878 opublikował swoje tłumaczenia Paiyalachchhi, najstarszego słownika prakrytu, z glosariuszem i tłumaczeniem. Podjął się również przeprowadzenia tłumaczeń Apastamby (Apastamba), Dharmasutry (Dharmasutra) i innych w monumentalnym zbiorze Maksa Müllera The Sacred Books of the East („Święte księgi Wschodu”), t. 2, 14 i 25.
Od powrotu do Europy aż do śmierci był profesorem filologii indyjskiej i archeologii na Uniwersytecie Wiedeńskim. W 1897 odznaczony Komandorią Orderu Franciszka Józefa.
8 kwietnia 1898 utonął w Jeziorze Bodeńskim.

## Wybrane publikacje
- Prakrit dictionary Paiyalacchinamamala ("Beiträge zur kunde der indogermanischen sprachen", Göttingen 1878)
- Erklärung der Ashokainschriften ("Zeitschrift der deutschen morgenländischen gesellschaft", 1883-1893)
- The roots of the Dhatupatha not found in literature ("Wiener zeitschrift für die kunde des morgenlandes", 1894)
- On the origin of the Kharosthi alphabet (ibid. 1895)

- Digest of Hindu law cases (1867-1869; 1883)
- Panchatantra with English notes ("The Bombay Sanscrit series", 1868; 1891)
- Apastambiya Dharmasutra (1868-1871; 1892-1894)
- Catalogue of Sanskrit manuscripts from Gujarat (4 vol., 1871-1873)
- Dachakumaracharita, with English notes ("Sanscrit series" no. 10, 1873, 1887; II, with P. Peterson)
- Vikramankacharita with an introduction (1875)
- Detailed report of a tour in Kashmir (1877)
- Sacred laws of the Aryas (I, 1879; II, 1883; vols. 2 and 14, "The Sacred Books of the East")
- Third book of sanscrit (1877; 1888)
- Leitfaden für den elementarcursus des Sanskrit (1883)[1]
- Inscriptions from the caves of the Bombay presidency ("Archaeological reports of Western India", 1883)
- Paleographic remarks on the Horrinzi palmleaf manuscript ("Anecdota oxoniensia", 1884)
- The laws of Manu translated ("The Sacred Books of the East", vol. 25, 1886)
- Translation of the Dhauli and Jaugada versions of the Ashoka edicts ("Archeological reports of Southern India", vol. I, 1887)

W Schriften der Wiener Akademie der Wissenschaften:
- Über eine sammlung von Sanskrit- und prakrit-handschriften (1881)
- Über das zeitalter des kashmirischen dichters Somadeva (1885)
- Über eine inschrift des königs Dharasena von Valabhi (1886)
- Über eine neue inschrift des Gurjara königs Dadda II (1887)
- Über eine Sendrakainschrift
- Über die indische sekte der Yainas
- Über das Navasahasankacharita des Padmagupta (1888, with Th. Zachariae)
- Über das Sukrtasamkirtana des Arisimha (1889)
- Die indischen inschriften und das alter der indischen kunstpoesie (1890)
- Indian studies: I. The Jagaducarita of Sarvananda, a historical romance from Gujarat (1892); II. Contributions to the history of the Mahabharata (with J. Kirste); III. On the origin of the Brahmi alphabet (1895)